# Bryantopsis ensigera
Bryantopsis ensigera är en insektsart som beskrevs av Ball. Bryantopsis ensigera ingår i släktet Bryantopsis och familjen hornstritar. Utöver nominatformen finns också underarten B. e. humerosa.